# Regina Spektor

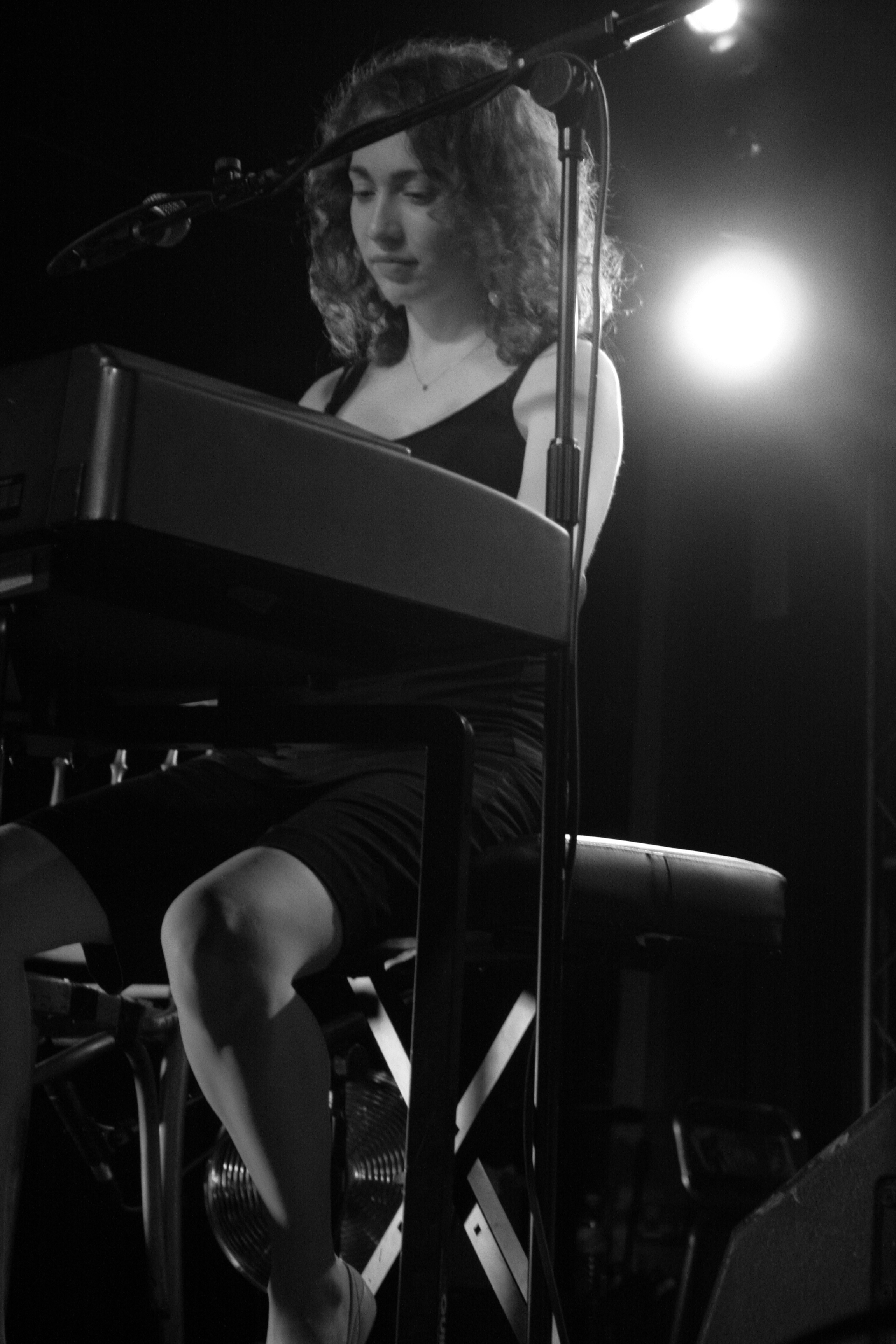
Regina Spektor (2006)

Reguina Ilínitxna Spéktor, rus: Реги́на Ильи́нична Спе́ктор, coneguda habitualment com a Regina Spektor (18 de febrer del 1980) és una cantautora i pianista estatunidenca d'origen rus. La seva música s'acostuma a associar a l'escena anti-folk de Nova York.

## Infantesa
Spektor va néixer a Moscou, Unió Soviètica en una família jueva. El seu pare, Ilià Spéktor, era fotògraf i violinista amateur, i la seva mare professora de música. Aprengué a tocar el piano practicant amb un Petrof que el seu avi li havia donat a la seva mare. També escoltava grups de rock com ara The Beatles, Queen, i The Moody Blues gràcies al seu pare, qui viatjava a l'Europa de l'est per intercanviar cassets amb diversos amics de la Unió Soviètica.
La família va deixar Rússia el 1989, quan Regina tenia nou anys, durant l'època de la Perestroika, època en la qual ja es permetia emigrar als ciutadans soviètics. Viatjant primer a Àustria i després a Itàlia, la família es quedà definitivament al Bronx, Nova York.

## Inicis com a compositora
Regina va començar a escriure les seves primeres composicions a cappella amb setze anys, i amb divuit escrivia les primeres cançons amb veu i piano.
Després d'un viatge a Israel on s'adonà que les seves cançons atreien l'atenció dels altres companys de viatge, Spektor escoltà per primer cop la música de Joni Mitchell, Ani DiFranco, i altres cantautors, qui també li van inspirar la idea de crear les seves pròpies composicions.
Spektor acabà els estudis de composició a la Universitat de Purchase (Purchase, Nova York) en tres anys (la carrera en dura quatre) i es va graduar amb matrícula el 2001. Durant aquesta època, també treballà a una granja de papallones a Luck (Wisconsin), i també va estudiar a Tottenham (Anglaterra) durant un semestre.
Concert a concert, Spektor va assolir un nom en l'escena [anti-folk] de Nova York, en especial al Sidewalk Cafe, però també a llocs com Living Room, Tonic, Fez, a la Knitting Factory, i a la CB's Gallery. Durant aquest període, va autoeditar-se els CDs 11:11 (2001) i Songs (2002), que venia en aquells concerts.
L'any 2013 la cantant compon i grava específicament el tema principal de la sèrie Orange is the new Black anomenat You've Got Time.

## Discografia
Els primers dos discos de Spektor es van editar exclusivament als Estats Units; Soviet Kitsch, Begin to Hope i Far varen editar-se a tot el món. El recull Mary Ann Meets the Gravediggers and Other Short Stories, que conté cançons dels tres primers discos de Spektor, és només per al mercat britànic.
- 1999 - Demo Cassette (No editat)
- 2001 - 11:11 (Autoeditat)
- 2002 - Songs (Autoeditat)
- 2003/2004 - Soviet Kitsch  (Autoeditat/Shoplifter/Sire)
- 2005 - Live at Bull Moose EP (Sire)
- 2006 - Mary Ann Meets the Gravediggers and Other Short Stories (Transgressive)
- 2006 - Begin to Hope (Sire)
- 2007 - Live in California 2006 EP (Sire)
- 2009 - Far
- 2012 - What We Saw from the Cheap Seats
- 2016 - Remember Us to Life
- 2022 - Home, Before and After

### Recopilacions
- 2000 - Public Domain, Purchase Records
- 2007 - Instant Karma: The Amnesty International Campaign to Save Darfur
- 2007 - "Alan Glazen: PBS producer, picks Regina best of 2007"

## Contingut discografia

### 11.11[5]
1. "Love Affair" – 2:22
2. "Rejazz" – 3:37
3. "Back of a Truck" – 5:52
4. "Buildings" – 4:43
5. "Marry Ann" – 2:56
6. "Flyin" – 1:59
7. "Wasteside" – 2:22
8. "Pavlov's Daughter" – 7:43
9. "2.99¢ Blues" – 3:33
10. "Braille" – 4:55
11. "I Want to Sing" – 3:56
12. "Sunshine" – 2:23

- Regina Spektor – Piano, veu i percussió
- Chris Kuffner i Richie Castellano – Baix i percussió
- David Panarelli – Fotografia i disseny de la portada